# Pedido de casamento

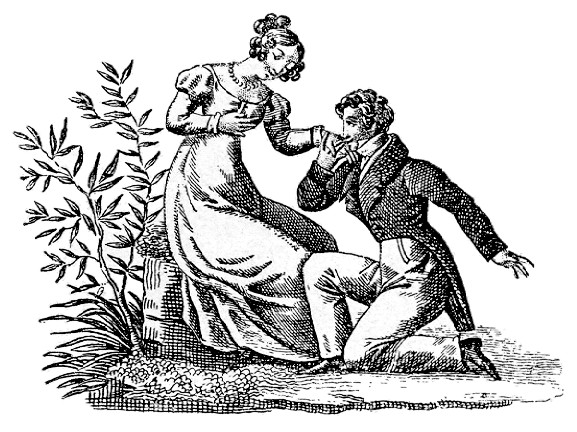
Uma xilogravura alemã de 1815 representando uma proposta

O pedido de casamento é uma tradição comum nas culturas ocidentais, em que um membro de um casal pede a mão do outro em casamento. Se aceito, marca o início do noivado, uma promessa mútua de casamento posterior. Esse pedido é normalmente feito pelo homem, embora cada vez mais mulheres também assumem o papel de proponentes.